# Qatar-8
Qatar-8 är en ensam stjärna i norra delen av stjärnbilden Stora björnen. Den har en skenbar magnitud av ca 11,7 och kräver ett kraftfullt teleskop för att kunna observeras. Baserat på parallax enligt Gaia Data Release 2 på ca 3,53 mas beräknas den befinna sig på ett avstånd av 924 ljusår (ca 283 parsec) från solen. Den rör sig bort från solen med en heliocentrisk radialhastighet av ca 5 km/s.

## Egenskaper
Qatar-8 är en gul till vit, solliknande stjärna i huvudserien av spektralklass G0 V. Den har en massa som är ungefär en solmassa, en radie av ca 1,32 solradie och utsänder energi från dess fotosfär motsvarande ca 1,7 gånger solen vid en effektiv temperatur av ca 5 700 K. Stjärnan har en metallicitet liknande solens trots dess ålder.

## Planetsystem
År 2019 upptäckte Qatar Exoplanet Survey (QES) exoplaneter i omlopp kring Qatar-9 och Qatar-10. Qatar-8b är dock en uppsvälld het Saturnus till skillnad från de andra upptäckta planeterna.
Eftersom Qatar-8b är en uppsvälld planet har den bara 37,1 procent av Jupiters massa. På grund av svällningen har den en radie som är 28,5 procent större än den senares. Den har en effektiv temperatur på 1 457 K. Qatar-8b är tio gånger närmare dess stjärna än Merkurius är solen, vilket motsvarar en typisk fyra dygns omloppsperiod.
| Planet | Massa    | Halv storaxel (AE) | Siderisk omloppstid (d) | Excentricitet | Inklination | Radie    |
| ------ | -------- | ------------------ | ----------------------- | ------------- | ----------- | -------- |
| b      | 0,371 MJ | 0,0474             | 3,719                   | 0             | 89,29°      | 1,285 RJ |